# Świnna (Silésie)
Pour les articles homonymes, voir Świnna.
Świnna est un village de la voïvodie de Silésie et du powiat de Żywiec. Il est le siège de la gmina de Świnna et comptait 2 002 habitants en 2010.